# Böllenbodenhof
Der Böllenbodenhof ist ein dem Stadtteil Bittenfeld der Stadt Waiblingen im baden-württembergischen Rems-Murr-Kreis zugehöriger Wohnplatz.

## Lage
Der Böllenbodenhof liegt etwa zwei Kilometer nordöstlich der Ortsmitte von Bittenfeld und ebensoweit südsüdöstlich des namengebenden Dorfes der Gemeinde Affalterbach im Landkreis Ludwigsburg am Ursprung eines unbeständigen Zuflusses des Kleewiesenbachs, der in Bittenfeld in den Zipfelbach mündet. Im Westen liegt nahe die Waldinsel Brühleichen, im Osten der ebenfalls isolierte Wald Unterer Zuckmantel. Weniger als einen halben Kilometer nördlich liegt jenseits der nahen Stadtgrenze zum Landkreis Ludwigsburg die Affaltracher Hofgruppe Bollenhöfe.
Der Wohnplatz mit zwei Hausnummern und wenigen Nebengebäuden wird von einer Stichstraße aus der Talmulde des Kleewiesenbachs erschlossen.

## Geschichte
1809 wird der Hof noch als Böllenhof erwähnt, seit 1812 ist sein heutiger Name überliefert. In der Beschreibung des Oberamts Waiblingen von 1850 ist der Böllenbodenhof als Hof mit 7 evang. Einwohnern aufgeführt. Am 1. Januar 1975 wurde der Wohnplatz im Rahmen der Gemeindereform zusammen mit Bittenfeld in die Stadt Waiblingen eingegliedert. Heute befinden sich auf dem Böllenbodenhof ein Reitstall und eine Hundeschule.

## Veranstaltungen
Auf dem Böllenbodenhof findet jedes Jahr ein überregional bekanntes Traktortreffen statt. 2018 kamen zu der Veranstaltung mit etwa 100 Fahrzeugen ca. 4000 Besucher.